# Queso fresco
Queso fresco, queso blanco o cuajada es un tipo de queso blando que retiene gran parte del suero y no tiene proceso de maduración o refinado. 
Debido a que es un producto lácteo muy húmedo (60-80% de agua) es muy poco conservable y su transporte en largas distancias es muy difícil. Requiere de la pasteurización de la leche y de la nata porque los gérmenes patógenos quedan intactos debido a la inexistencia de proceso madurativo.
Se consume sin haber sido afinado, pero en general previamente se le adiciona sal, ajo, cebolla, incluso azúcar, entre otras especias para tonificar su sabor amargo. 
Su fabricación es muy sencilla y consta de dos etapas: 
- El cuajado es esencialmente láctico y dura normalmente 24 horas, aunque a veces más.
- El desuerado, cuando es estimulado por ruptura de la cuajada seguida de presión, no es nunca excesivo.

El queso fresco se distingue según su modo de desuerado: 
- Desuerado en moldes (quesos de pie, de régimen).
- Desuerado en sacos o en telas, la pasta que se obtiene se vende a granel (cuajada magra o grasa) y también moldeada y con forma (Neuchâtel, Gournay, Suisse, etc.).

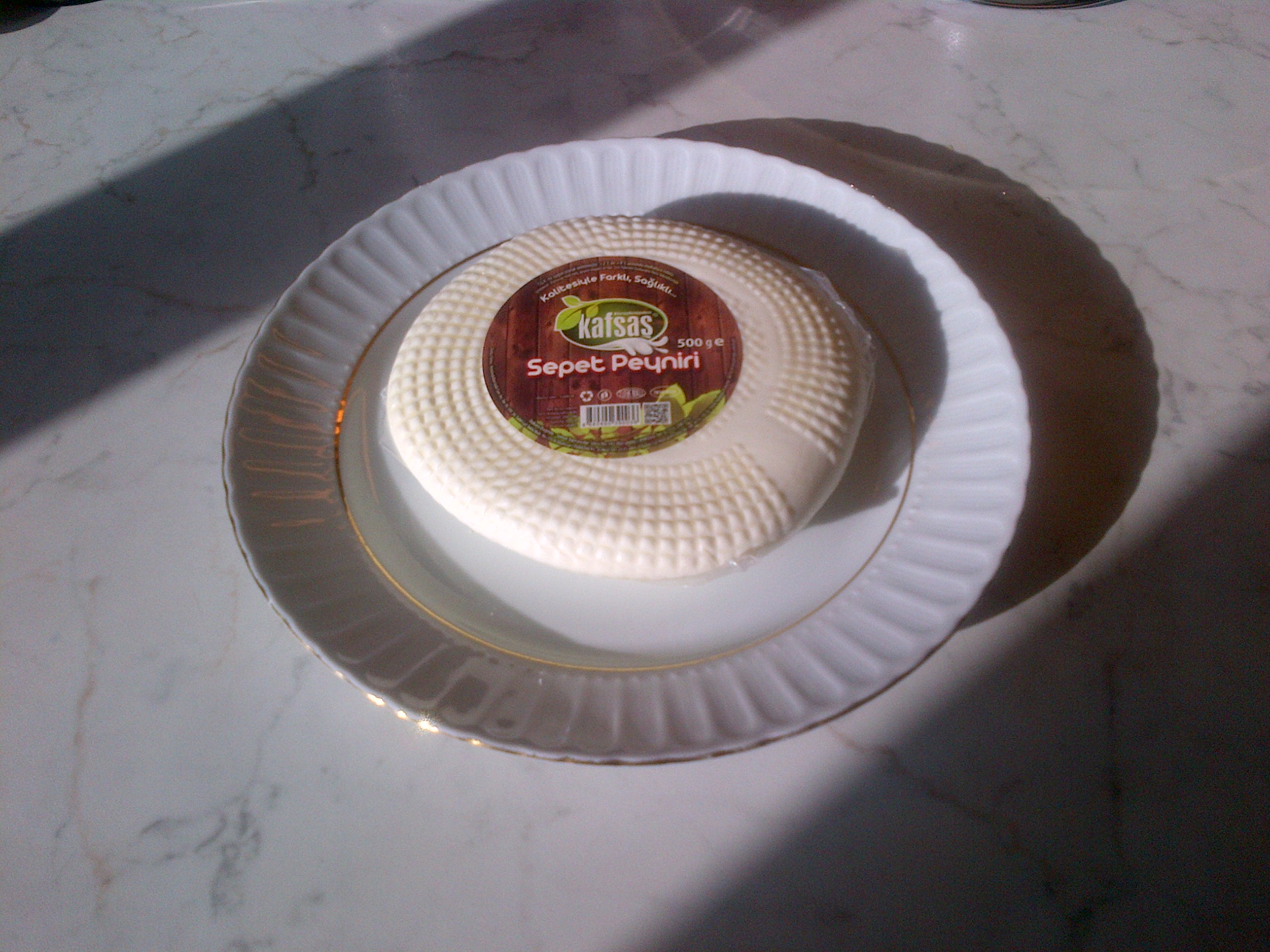
"Sepet peyniri" o literalmente Queso de Canastilla de Turquía.

## Cuajada

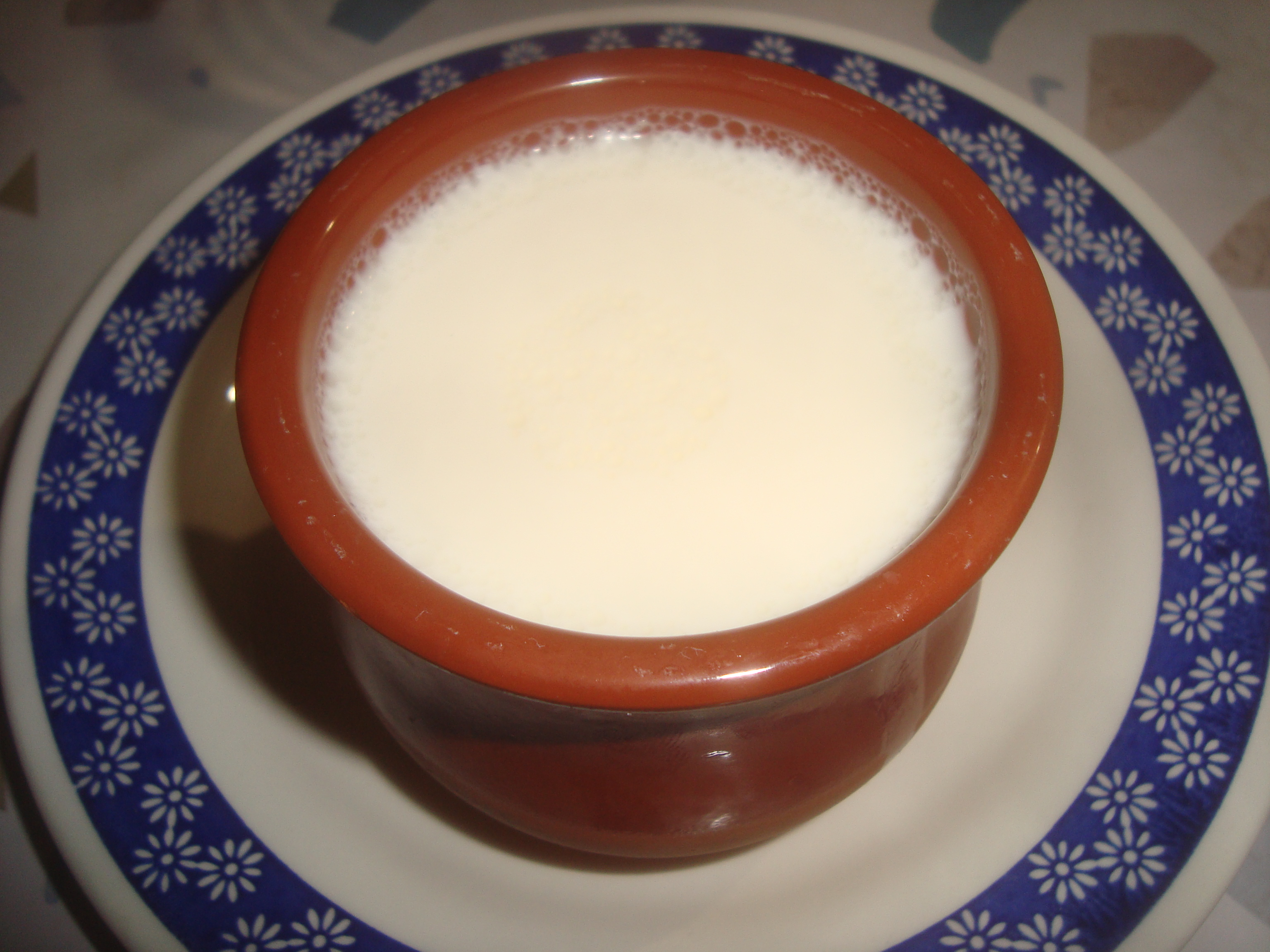
Cuajada.

La cuajada no es un queso como tal, es leche coagulada sin fermentar con cuajo. 
Hay variantes como la cuajada natural que se elabora sin apenas nata ni suero y la cuajada obtenida por coagulación.

### Proceso de coagulación
La leche se pasa del estado líquido a sólido. Para ello, es necesario que la leche "cuaje" mediante el proceso de coagulación -formación de coágulo- que consiste en modificaciones físico-químicas de la caseína.
Hay dos tipos de coagulación:
- Láctica, producida por las bacterias lácticas en la leche cruda o procedentes del fermento.
- Enzimática, que se produce cuando se añade "cuajo" a la leche.

El cuajo que interviene en la coagulación enzimática puede ser de origen animal, vegetal, microbiano o químico.  El cuajo de origen animal se obtiene de los estómagos de los animales rumiantes en estado de lactación.
El cuajo contiene quimosina, una enzima que actúa como catalizador en la rotura de la leche al desestabilizar la proteína y hacer que se forme la cuajada.

## Variedades regionales

### Alemania
En Alemania nos encontramos con el queso fresco batido, este tipo de queso tiene un sabor suave y una textura cremosa, además de esto, este queso fresco batido contiene mayor cantidad de proteínas que el yogur.

### Brasil
En la cocina brasileña, el queso se conoce como "queijo branco" (pronunciación portuguesa: [ˈkejʒu ˈbɾɐ̃ku]).

### Colombia

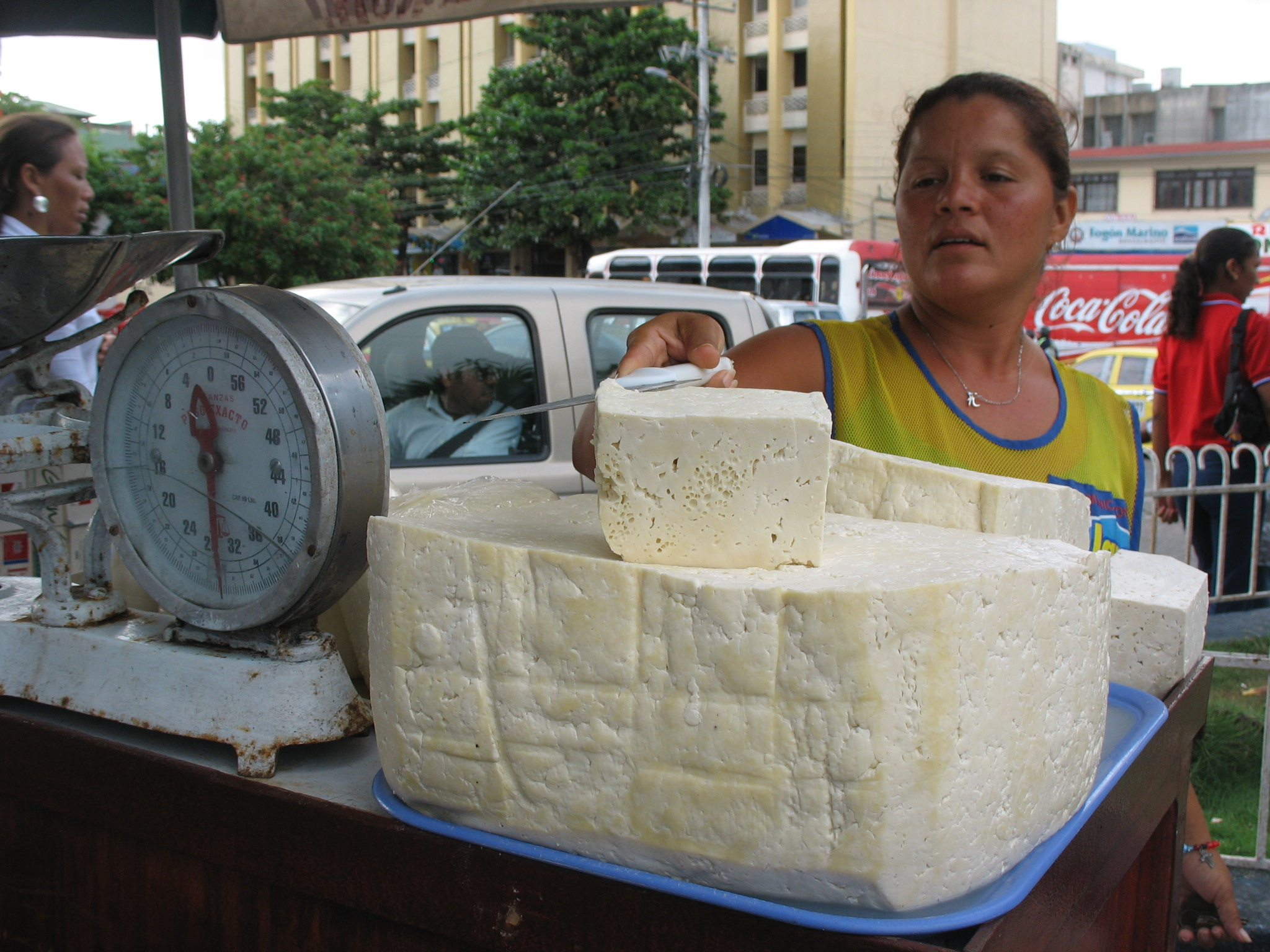
Queso costeño de Colombia.

En la región Caribe es el tipo de queso más consumido, es salado y se conoce como queso costeño. Puede ser duro y salado o blando y bajo en sal. Se consume como acompañante principalmente al desayuno, en el mote de queso, e integrado rallado en preparaciones como arepas y bollos (especialmente el duro y salado). Una variedad es el queso de capa de Mompós.

### Guatemala
En Guatemala este tipo de queso se conoce como "queso fresco" y es consumido con tortillas de maíz, frijol negro, plátanos fritos, etc. Es un queso suave, húmedo y ligeramente salado. Es uno de los quesos más consumidos en el país junto con el queso seco. Es habitual que en los mercados locales se venda con envoltura de hoja de plátano.

### México
En la cocina mexicana, la cuajada o queso fresco se puede preparar con una combinación de leche de vaca y de cabra. Algunas versiones, como el queso Oaxaca, se derriten bien cuando se calientan, pero la mayoría solo se ablandan. Si se presiona y se elimina más agua, se conoce como queso seco.
En muchos lugares de México se le llama requesón, aunque no es lo mismo.
En Guerrero, Zacatecas y San Luis Potosí, la cuajada es un tipo de queso de leche de cabra agregado como ingrediente en postres como las gorditas de cuajada y panes de dulce.
En Jalisco, donde se le conoce comúnmente como panela, también se utiliza para hacer el pan de cuajada y los tamales de cuajada.

### Nicaragua
En este país centroamericano constituye uno de los productos lácteos más consumidos e importantes en la dieta diaria de los nicaragüenses.
La variedad de preparación incluye: cuajada fresca, cuajada ahumada sin y con chile, cuajada ahumada con especias.
El proceso de ahumado es variado. Se forman pequeñas bolas, se colocan en el "tapezco" (parrilla de madera) y se enciende un fuego debajo usando leña que produzca mucho humo. Otro método es ponerlas dentro de un horno durante 10 minutos hasta que tomen un color dorado y se ahuman.
Todas se consumen acompañándolas con güirila o con tortilla de maíz o con tamalen México se hacen tacos de queso fresco.
```
pizque
. También, se usa como ingrediente mezclado en la 
masa de maíz
 de las llamadas "
revueltas
" y como relleno en "
quesadillas
" hechas a la plancha (
comal
) o agregándole 
rapadura de dulce
 o azúcar para relleno de "
empanadas
" hechas al horno.
```

### Portugal
En la cocina portuguesa, el "queijo fresco" (pronunciación portuguesa: [ˈkeijʒu ˈfɾeʃku]) se refiere a un queso blanco, cremoso y blando, utilizado en toda la península ibérica.
En las Azores, el queijo fresco se sirve típicamente con la salsa de pimienta fresca o pimenta de terra.

### Venezuela
Es muy común este tipo de queso, teniendo variantes como el queso blanco duro (queso Llanero), el queso semi-blando (queso Paisa, o queso Palmita), o muy tiernos como el Queso guayanés o Queso de mano. El de tipo duro se emplea rallado como acompañante del pabellón, si bien también se usa como topping con las pastas y como relleno de arepas y empanadas. Por su parte, los más tiernos se emplean como relleno de arepas y cachapas. 
Variantes:
- Telita
- Llanero
- Palmita (blando)